# HC 46 Bardejov
HC 46 Bardejov je slovenský hokejový klub založený roku 1946.

## Historie
Klub byl založen v roce 1943 pod názvem Sokol Bardejov. Během období 1983-1993 hrál třetí československou hokejovou ligu. Po rozpadu Československa byl klub přiřazen do 2. slovenské ligy, ve které hráli ve skupině východ. V sezóně 2006/07 se stali přeborníkem skupiny východ i nádstavbové části, po vyhrané baráži si zajistili účast v baráži o 1. ligu. V baráži se utkali s klubem ŠK Matterhorn Púchov nad kterým vyhráli 5:2 a 5:1, tím si zajistili účast v 1. lize. První sezónu jako nováček v lize obsadil 11. místo. Klub plní funkci B-týmu extraligového klubu HC Košice. Sezónu 2011/12 vyhráli základní část a play-off, jelikož byl B-tým HC Košic, nemohl se zúčastnit baráže o nejvyšší soutěž. Následující ročník zopakovali úspěch v lize a tentokrát si zahrají část baráže o extraligovou příslušnost s klubem MHC Martin.

## Názvy klubu
- 1946 - Sokol Bardejov
- 1953 - Slavoj Bardejov
- 1963 - Partizán Bardejov
- 1985 - TJ Stavstroj TaRS Bardejov
- 1992 - HC 46 Bardejov
- 2009 – HC 46 Xawax Bardejov
- 2010 – Bemaco HC 46 Bardejov

## Umístění

### Umístění ve 2. slovenské hokejové lize
| Sezona    | Umístění v ZČ       | Počet bodů v ZČ | Umístění celkově | Kapitán | Hlavní trenér |
| --------- | ------------------- | --------------- | ---------------- | ------- | ------------- |
| 1993/1994 | 3. (skupina východ) | 9               | 3.               | doplnit | doplnit       |
| 1994/1995 | 4. (skupina východ) | 9               | 4.               | doplnit | doplnit       |
| 1995/1996 | 4. (skupina východ) | 14              | 4.               | doplnit | doplnit       |
| 1996/1997 | 5. (skupina východ) | 6               | 5.               | doplnit | doplnit       |
| 1997/1998 | 4. (skupina východ) | 9               | 4.               | doplnit | doplnit       |
| 1998/1999 | 6.                  | 16              | 6.               | doplnit | doplnit       |
| 1999/2000 | 2. (skupina východ) | 14              | 2.               | doplnit | doplnit       |
| 2000/2001 | 2. (skupina východ) | 14              | 2.               | doplnit | doplnit       |
| 2001/2002 | 3. (skupina východ) | 10              | 3.               | doplnit | doplnit       |
| 2002/2003 | 2. (skupina východ) | 21              | 2.               | doplnit | doplnit       |
| 2003/2004 | 3. (skupina východ) | 14              | 3.               | doplnit | doplnit       |
| 2004/2005 | 2. (skupina východ) | 21              | 2.               | doplnit | doplnit       |
| 2005/2006 | 3. (skupina východ) | 22              | 3.               | doplnit | doplnit       |
| 2006/2007 | 1. (skupina východ) | 27              | 1. (postup)      | doplnit | doplnit       |

### Umístění v 1. slovenské hokejové lize
| Sezona    | Umístění v ZČ    | Počet bodů v ZČ | Umístění celkově                                          | Kapitán       | Hlavní trenér |
| --------- | ---------------- | --------------- | --------------------------------------------------------- | ------------- | ------------- |
| 2007/2008 | 11.              | 56              | 11.                                                       | doplnit       | doplnit       |
| 2008/2009 | 11.              | 58              | 8.                                                        | doplnit       | doplnit       |
| 2009/2010 | Stříbrná medaile | 64              | Bronzová medaile                                          | doplnit       | doplnit       |
| 2010/2011 | 4.               | 66              | 5.                                                        | doplnit       | doplnit       |
| 2011/2012 | Zlatá medaile    | 61              | Zlatá medaile                                             | Juraj Dancsak | doplnit       |
| 2012/2013 | Stříbrná medaile | 91              | Zlatá medaile                                             | Juraj Dancsak | Anton Tomko   |
| 2013/2014 | Zlatá medaile    | 104             | prohra v baráži o extraligu s MsHK Žilina 1:4 na zápasy   |               |               |
| 2014/2015 | Bronzová medaile | 82              | prohra v semifinále play-off s HC 07 Detva 2:3 na zápasy  |               |               |
| 2015/2016 | Zlatá medaile    | 95              | 3. nepostupové místo v play-out o Tipsport ligu 2016/2017 |               |               |